# David Marks
David Lee Marks (nascido em 22 de agosto de 1948) é um compositor e músico americano. Ele é mais conhecido como sendo um membro da banda de rock americana The Beach Boys de fevereiro de 1962 a outubro de 1963, um período de tempo que estabeleceu a banda como um grupo de sucesso nos Estados Unidos.

## Biografia
Às vezes, referido por historiadores dos Beach Boys como "Lost" Beach Boy, Marks fez parte da formação do grupo, quando eles assinaram contrato com a Capitol Records em 16 de julho de 1962 - ele tocava guitarra e cantava harmonias vocais, substituindo o membro fundador Al Jardine, que saiu da banda para continuar os estudos. Quando Al Jardine voltou à banda em 1963, David Marks saiu em seguida.